# سواني (شركة)
سواني هي إحدى شركات صندوق الاستثمارات العامة التي تهدف لتمكين نمو قطاع منتجات حليب الأبل والمساهمة في تطوير منظومة الانتاج المحلية للوصول إلى قطاع مستدام، ستعمل شركة سواني على رفع القدرة الانتاجية لمنتجات حليب الأبل بالشراكة مع القطاع الخاص. تأسست الشركة في يوليو 2023 كجزء من رؤية السعودية 2030.

## منتجات الشركة
اعلنت شركة سواني عن اطلاق علامتها التجارية نوق والتي ستقدم من خلالها منتجات الحليب الفاخرة في السوق السعودي وذلك ضمن هدف الشركة لتمكين نمو قطاع منتجات حليب الابل والمساهمة في تطوير منظومة الانتاج المحلية للوصول الى قطاع مستدام.
افتتحت سواني اول متجر في الرياض بتاريخ 9 سبتمبر 2023.
وفي ديسمبر 2023، وقعت نوج مذكرة تفاهم مع شركة البلد للتطوير لتقديم منتجاتها لزوار البلد، أحد مواقع التراث العالمي لليونسكو.
اطلقت سواني متجرين في جدة ومكة بتاريخ 29 فبراير 2024.